# 3002 Delasalle
3002 Delasalle este un asteroid din centura principală, descoperit pe 20 martie 1982 de Henri Debehogne.